# Sven Bylander
Sven Bylander (1877 – Londra, 9 ottobre 1943) è stato un ingegnere svedese che ha creato edifici rinforzati in acciaio, progettando alcuni dei primi edifici con struttura in acciaio a Londra.
Le sue opere comprendono il Ritz Hotel e il grande magazzino Selfridges, che furono due delle sue opere più memorabili. I suoi metodi di standardizzazione sono stati fondamentali per lo sviluppo del LCC (General Powers) Act 1909.

## Biografia
Sven Bylander era nato nel 1877 in Svezia. Imparò a conoscere l'acciaio in un cantiere navale e utilizzò quella conoscenza in edifici a partire dalla Germania e dagli Stati Uniti d'America. Arrivò a Londra nel 1902 e fu impiegato dalla Waring White Building Company. Prima di Bylander, i codici di costruzione britannici e i metodi di utilizzo dell'acciaio e del calcestruzzo erano casuali e descritti dai colleghi come costituiti da "costruttori, che usano strutture in acciaio nella costruzione, semplicemente ammucchiando un pezzo sopra l'altro, infilando alcuni bulloni e chiamandolo struttura in acciaio da costruzione". I metodi che portò in Gran Bretagna e l'influenza di Harry Gordon Selfridge e del Concrete Institute portarono all'approvazione del LCC (General Powers) Act 1909, chiamato anche Steel Frame Act, che per la prima volta regolamentava la costruzione di strutture in acciaio rinforzato.
Tra il 1904 e il 1905 fu assunto come ingegnere strutturale dagli architetti Charles Mewès e Arthur J. Davis di Mewès & Davis, nella costruzione del Ritz Hotel, il primo importante edificio con struttura in acciaio di Londra. L'edificio attirò notizie quotidiane dalla stampa sui suoi progressi e sulle innovazioni utilizzate da Bylander, dai suoi metodi di progettazione standardizzati, al sistema di numerazione delle parti, alle gru utilizzate per sollevare le travi di acciaio.
Nel 1906, fu assunto da Daniel Burnham, architetto capo del progetto, per assistere nella progettazione della struttura da costruire per i grandi magazzini Selfridges a Londra. Bylander trovò un magazzino nel distretto di Docklands, fece progetti e contattò il Metropolitan Buildings Office. Nel 1907 il suo progetto fu approvato ed ebbe inizio la costruzione che terminò un anno e mezzo dopo. Tra il 1908 e il 1911 costruì il Royal Automobile Club (RAC Club) con gli architetti Mewès e Davis e nel 1919 progettò la Bryant and May Factory a Liverpool, che si ritiene sia stata la prima fabbrica per la costruzione di lastre di cemento piatto in Gran Bretagna.
Il Ravenscourt Park Hospital, costruito nel 1933, era il più grande ospedale indipendente d'Europa quando fu costruito e Bylander progettò non solo la sua struttura in acciaio, ma anche i balconi solari a sbalzo semicircolari.
Morì il 9 ottobre 1943 a Londra.

## Eredità
Gli schizzi e i disegni di Bylander sono ancora in uso. L'azienda Bylander (2000) Ltd. si è evoluta dall'azienda fondata da Sven Bylander.